# Alchemilla sanguinolenta
Alchemilla sanguinolenta es una especie de planta del género Alchemilla, perteneciente a la familia Rosaceae.

## Taxonomía
Alchemilla sanguinolenta fue descrita por Serguéi Yuzepchuk en 1941.

## Distribución
Se encuentra en el territorio del Krai de Altái y en la República de Altái.